# Emmerzhausen
Emmerzhausen é um município da Alemanha localizada no distrito de Altenkirchen, estado da Renânia-Palatinado.
É membro da associação municipal de Daaden.

## População
Evolução da população:
| - 1815 – 206 - 1835 – 323 - 1871 – 360 - 1905 – 424 - 1939 – 467 | - 1950 – 497 - 1961 – 946 - 1970 – 672 - 1987 – 730 - 2005 – 765 |